# Vũ Công Lập
Vũ Công Lập (sinh năm 1946) là nhà vật lý và nhà báo. Ông nguyên là Viện trưởng Viện Vật lý y sinh thuộc Viện Khoa học và Công nghệ Quân sự. Quân hàm lúc nghỉ hưu là đại tá.
Ông là nhà báo về lĩnh vực bóng đá và về khoa học với những bình luận sắc sảo và dí dỏm.

## Hoạt động
Vũ Công Lập sinh năm 1946 trong một gia đình khoa học gia tại Hà Nội. Cha của ông là nhà nông học, GS. TS Vũ Công Hậu (1917-1996), tác giả cuốn sách "Trồng cây ăn quả ở Việt Nam".
Tốt nghiệp khoa Vật lý trường Đại học Tổng hợp Hà Nội năm 1968, ông trở thành giảng viên dạy Vật lý tại Học viện Quân y, sau đó chuyển sang làm nghiên cứu viên tại Viện Khoa học và Công nghệ Quân sự.
Trong những năm 1975-1978 và 1983-1986 ông nghiên cứu ở CHDC Đức cũ, đạt tới bằng cấp TSKH chuyên ngành Vật lý Y Sinh học, một ngành khá mới tại Việt Nam lúc đó.
Tại Viện Kỹ thuật Quân sự II ở TP. Hồ Chí Minh ông là người sáng lập, phát triển ngành Vật lý Y Sinh học ở Việt Nam. Nó dẫn đến thành lập Trung tâm Vật lý Y Sinh học của Viện vào năm 1989 và ông đảm nhận Giám đốc, đặt tại Thành phố Hồ Chí Minh. Những nghiên cứu ở đây xác định cơ sở lý thuyết và khả năng ứng dụng thực tiễn để chế tạo các thiết bị điều trị vật lý, trong đó hơn 1000 chiếc của 11 loại máy đã được chuyển giao cho nhiều cơ sở điều trị trong nước.
Ông là nguyên Phó Viện trưởng Viện Kỹ thuật Quân sự II, nguyên Viện trưởng sáng lập Viện Vật lý y sinh thuộc Viện Khoa học và Công nghệ Quân sự, quân hàm Đại tá.
Ông được xem là một trong những người đầu tiên thực hành truyền thông khoa học hiệu quả tại Việt Nam.

## Hoạt động nhà báo
Là người am hiểu bóng đá quốc tế và Việt Nam và đặc biệt đam mê bóng đá Đức, nhà báo Vũ Công Lập được biết đến qua những chương trình truyền hình, những bài viết trên báo với lối kể chuyện dí dỏm, phân tích sâu sắc và giàu tính nhân văn.
Nhà báo Vũ Công Lập từng nhiều năm cộng tác với Báo Thể thao & Văn hóa, giữ các mục "Câu chuyện ngày thứ Ba" và "Chuyện Vũ Công Lập".
Đặc biệt trong sự kiện "GS Ngô Bảo Châu đoạt giải Fields" năm 2010, nhà báo Công Lập đã được Liên đoàn Toán học thế giới (IMU, International Mathematical Union, có trụ sở lại Berlin, Đức) chọn là người phát ngôn cho Đại hội các nhà Toán học thế giới 2010 (ICM 2010, International Congress of Mathematicians) diễn ra tại Bangalore, công bố giải này tại Việt Nam cùng thời gian với công bố giải tại Ấn Độ. Sự lựa chọn này dựa trên am hiểu về lĩnh vực toán-lý và khả năng truyền thông, với sự giới thiệu của nhà toán học Đức Martin Grötschel, Tổng thư ký IMU nhiệm kỳ 2010-2014 Lưu trữ ngày 8 tháng 12 năm 2015 tại Wayback Machine.